# Tabaille-Usquain
Tabaille-Usquain è un comune francese di 46 abitanti situato nel dipartimento dei Pirenei Atlantici nella regione della Nuova Aquitania.

## Società

### Evoluzione demografica
Abitanti censiti